# Gaseados

Gaseados (1919), de John Singer Sargent.

Gaseados es una pintura al óleo de gran formato rematada en marzo de 1919 por John Singer Sargent. Describe las consecuencias de un ataque con gas mostaza durante la Primera Guerra Mundial, con una fila de soldados heridos andando hacia un hospital de campaña. Sargent fue encargado por el British War Memorials Committe para documentar la guerra y visitó el Frente Occidental en julio de 1918 pasando un tiempo con la Guards Division cerca de Arrás, y luego con la Fuerza Expedicionaria Estadounidense cerca de Yprés. La pintura fue terminada en marzo de 1919 y votada el cuadro del año por la Royal Academy of Arts en 1919. Actualmente permanece en el Museo Imperial de la Guerra. Visitó los EE. UU. en 1999 para una serie de exposiciones retrospectivas, y posteriormente de 2016 a 2018 para exposiciones que conmemoraban el centenario de la Primera Guerra Mundial.

## Detalles

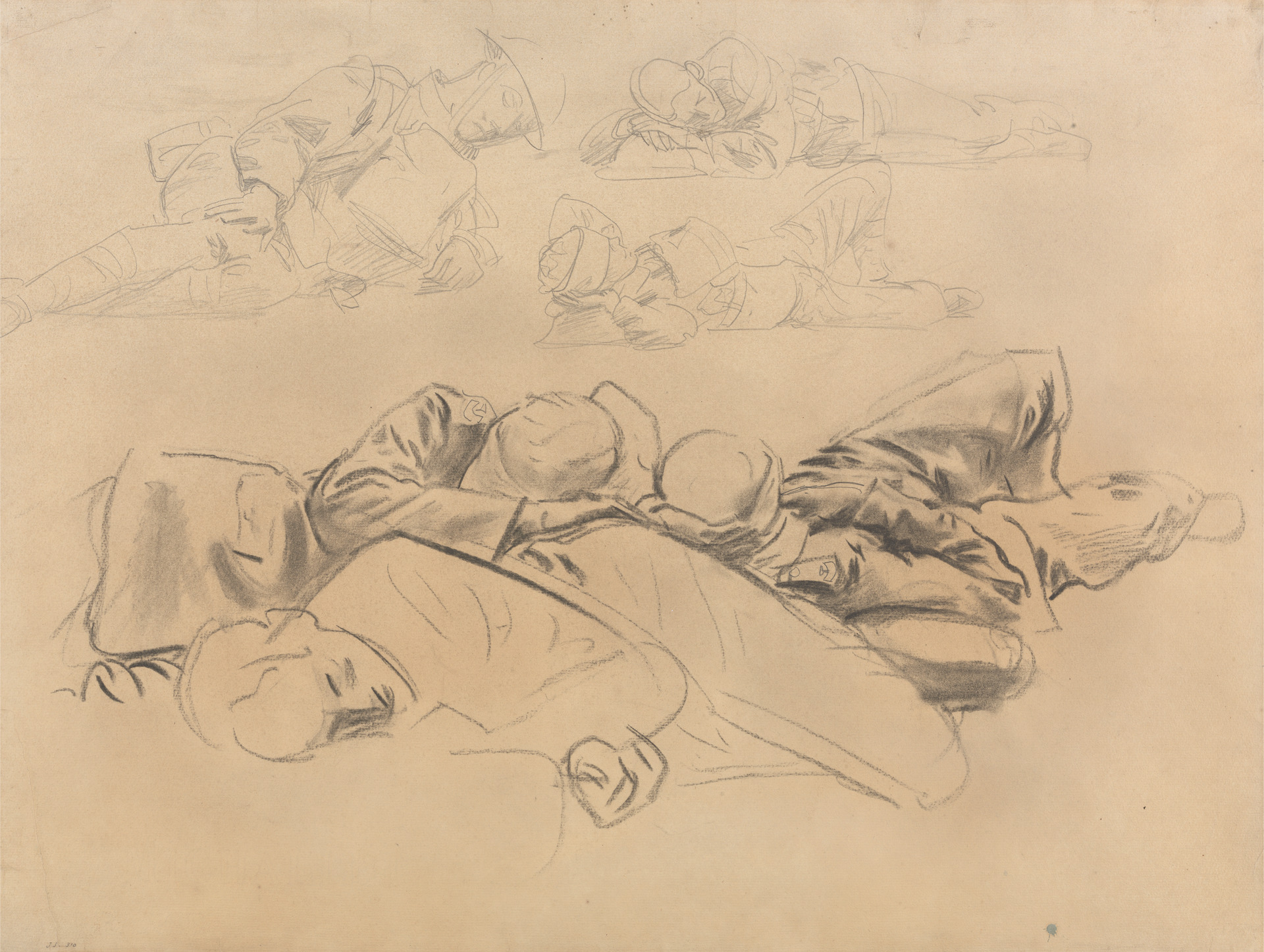
Estudio para soldados gaseados, John Singer Sargent, 1918. Centro de Arte Británico de Yale.

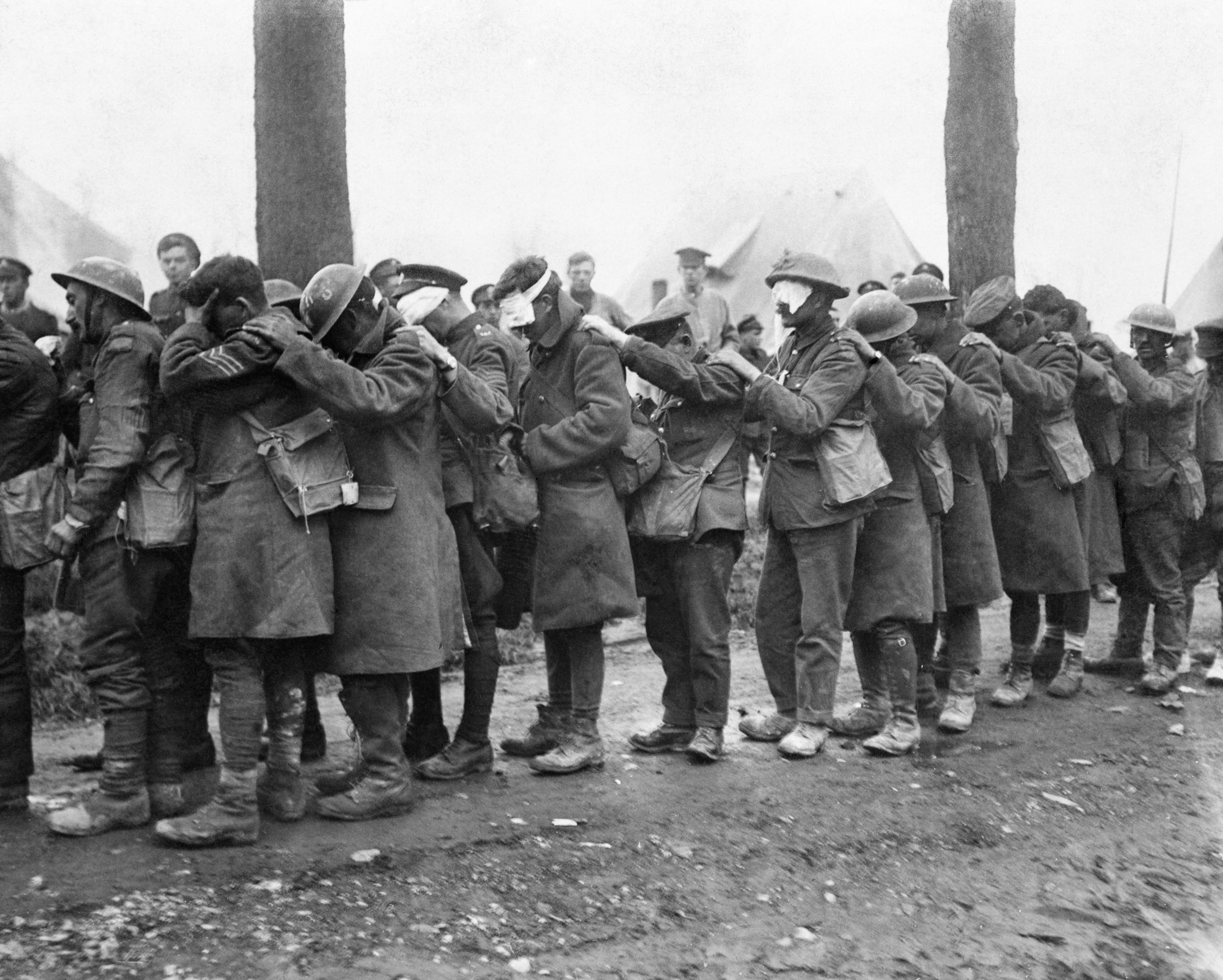
Una fotografía similar a Gaseados de tropas británicas cegadas por el gas venenoso durante la Batalla de Estaires, 1918.

La pintura mide 231 por 611,1 centímetros. La composición incluye un grupo central de once soldados descritos casi a tamaño natural. Nueve soldados heridos caminan en fila, en grupos de tres, a lo largo de una pasarela de madera hacia el hospital de campaña, sugerido por las cuerdas de sujeción a la derecha del cuadro. Sus ojos están vendados, cegados por el efecto del gas, así que son asistidos por dos ordenanzas médicos. La hilera de soldados altos y rubios forma un friso alegórico naturalista, con connotaciones de una procesión religiosa. Muchos otros soldados muertos o heridos yacen alrededor del grupo central, y una fila similar de ocho heridos, con dos ordenanzas, avanza al fondo. Lejanos biplanos luchan arriba en el cielo del anochecer, ya que la luz del sol poniente crea una calima amarilla y bruñe los objetos con una luz dorada. En el fondo, la luna también se levanta, y hombres sin lesiones juegan al fútbol con camisas azules y rojas, aparentemente despreocupados del sufrimiento a su alrededor.

## Contexto histórico

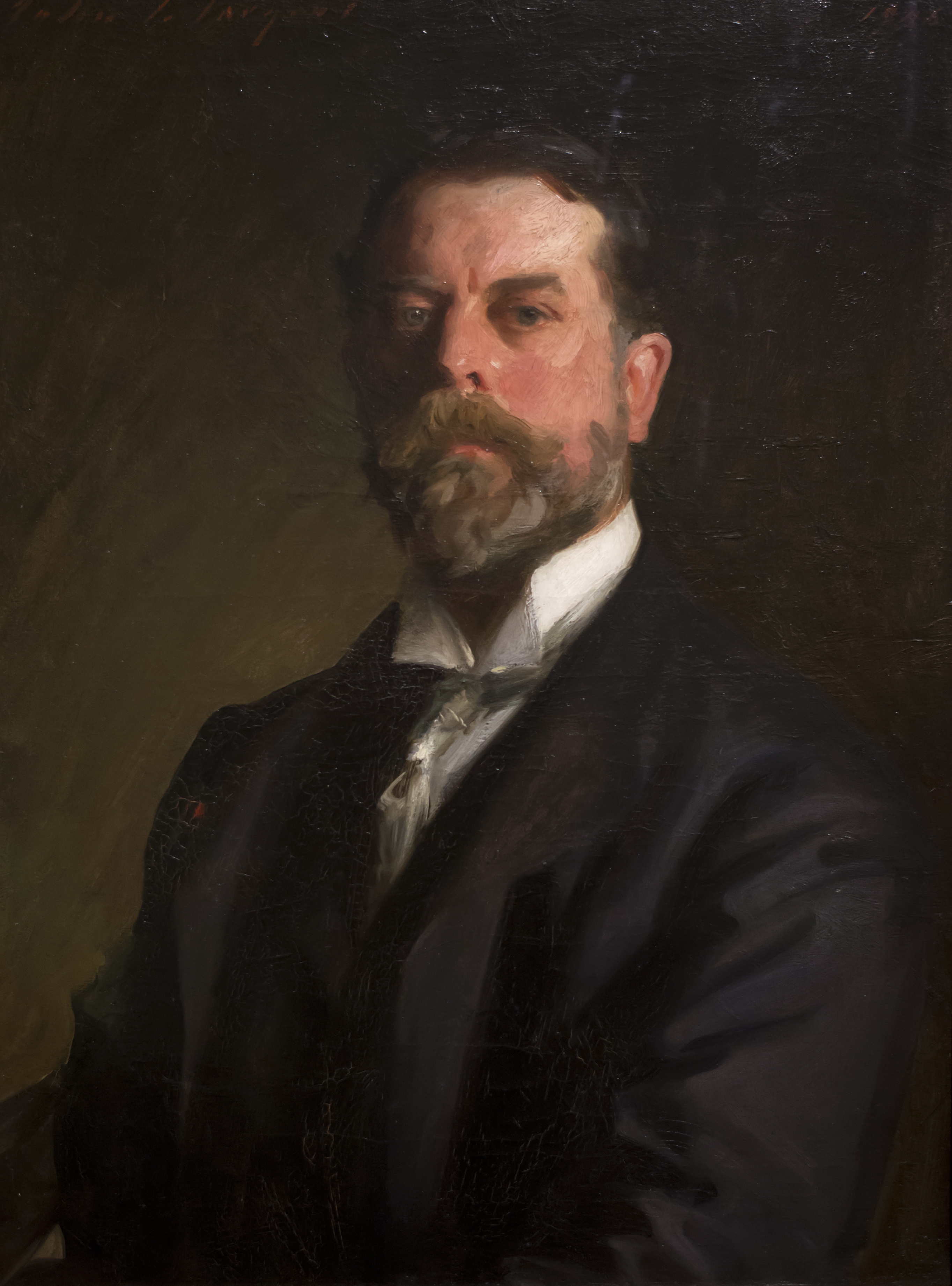
John Singer Sargent. Autorretrato c. 1906.

En mayo de 1918, Sargent fue uno de los varios pintores encargados por el Comité de Monumentos de Guerra británico del Ministerio de Información para crear una gran pintura para una prevista Hall of Remembrance. El plan era un complemento de las obras de arte encargadas por el Canadian War Memorials Fund desde 1916 a instancia de Lord Beaverbrook quien, en 1918, servía como Ministro británico de Información. Otros trabajos fueron encargados a Percy Wyndham Lewis, Paul Nash, Henry Lamb, John Nash y Stanley Spencer. La gran escala de los trabajos se inspiraba en el tríptico Batalla de San Romano de Paolo Uccello. El plan para una Sala del Recuerdo decorada con grandes pinturas fue abandonada cuando el proyecto se incorporó al Museo Imperial de la Guerra.

Como pintor estadounidense, se le pidió a Sargent que creara una obra que incorporara la cooperación angloestadounidense. A pesar de sus 62 años, viajó al Frente Occidental en julio de 1918, acompañado por Henry Tonks. Pasó un tiempo con la Guard Division cerca de Arrás, y después con la Fuerza Expedicionaria Estadounidense cerca de Yprés. Estaba decidido a pintar una obra épica con muchas figuras humanas, pero luchó por encontrar una situación con figuras estadounidenses y británicas en la misma escena. El 11 de septiembre de 1918, Sargent escribió a Evan Charteris:

"El Ministerio de Información espera una epopeya– y cómo puede uno hacer épica sin masas de hombres? Exceptuando por la noche sólo he visto tres temas buenos con masas de hombres – una vista desgarradora, un campo lleno de gaseados y hombres ciegos– otro una fila de camiones repletos de "chair à canon" – y otra vista frecuente una gran carretera cargada de obstáculos con tropas y tráfico, me atrevería a decir que esto último, combinando ingleses y americanos, es lo mejor que se puede hacer, si se puede evitar que se vea como ir a Derby".

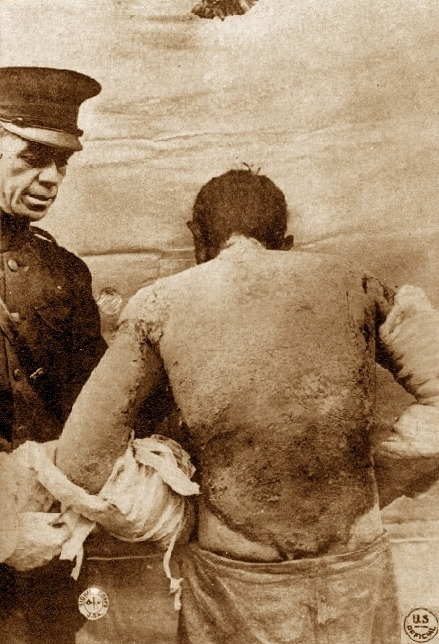
Un soldado estadounidense con gravísimas quemaduras de gas mostaza en 1918.

La "vista desgarradora" se refería a las consecuencias de un ataque alemán que Sargent presenció el 21 de agosto de 1918, en Le Bac-du-Sud, cerca de Bailleulval entre Arrás y Doullens, en que el gas mostaza había sido utilizado contra la 99.ª Brigada de la 2.ª División de Infantería y la 8ª Brigada de la 3ª División del Ejército Británico, durante la segunda batalla de Arrás de 1918. Tonks describió la experiencia en una carta a Alfred Yockney el 19 de marzo de 1920:

"Después del té oímos que en la carretera a Doullens, en el hospital de campaña en Bac-du-sud había muchos gaseados, así que fuimos allí. El hospital de campaña estaba situado en la carretera y consistía en una serie de barracas y algunas tiendas de campaña. Los casos gaseados seguían llegando, liderados en grupos de unos seis tal como Sargent les ha descrito, por orden. Se sentaron o tumbaron en la hierba, tiene que haber habido varios cientos, evidentemente sufriendo mucho, principalmente por sus ojos cubiertos por una pelusa... Sargent quedó muy impresionado con la escena e inmediatamente tomó muchas notas. Era un anochecer muy bueno y el sol se estaba poniendo".

Sargent realizó bocetos preparatorios para una escena de carretera llena de soldados, pero decidió concentrarse en el hospital de campaña. El Comité de Monumentos de la Guerra acordó cambiar el tema de la comisión, y la pintura se creó en el estudio de Sargent en Fulham de finales de 1918 a principios de 1919.

## Conclusión

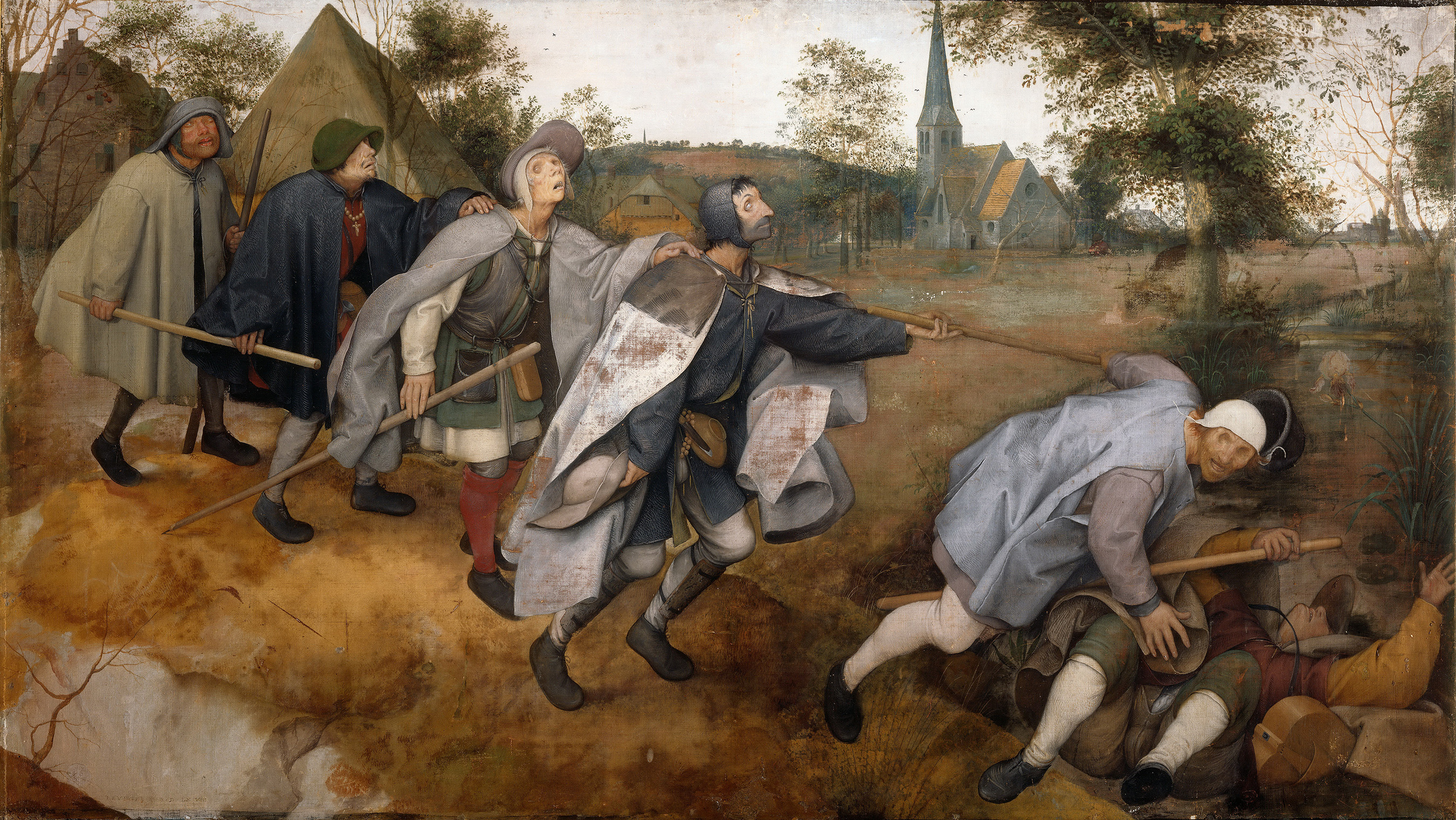
Pieter Brueghel el Viejo, La parábola de los ciegos, 1568. La pintura fue una referencia para Sargent.

La pintura fue terminada en marzo de 1919, y Sargent fue pagado de su tarifa de £600. Fue mostrada por primera vez en la Real Academia de Londres en 1919. Fue votado cuadro del año por la Royal Academy of Arts en 1919. La pintura no fue universalmente apreciada –E. M. Forster la consideró demasiado heroica—. Winston Churchill alabó su "genio brillante y doloroso significado", pero Virginia Woolf atacó su patriotismo. Se exhibe actualmente en el Museo de la Guerra Imperial, junto con varios estudios al carboncillo para la pintura. Otros bocetos al carboncillo se guardaban en la Galería de Arte Corcoran. Un pequeño boceto al óleo de 26 x 69 cm, originalmente propiedad de Evan Charteris, fue vendido por Christie's en 2003 por £162 050 ($267 869).
La pintura proporciona un poderoso testimonio de los efectos de las armas químicas, vivamente descritos en el poema de Wilfred Owen Dulce et Decorum Est. El gas mostaza es un persistente vesicante, con efectos que solo se manifiestan varias horas después de la exposición. Ataca la piel, ojos y membranas mucosas, causando grandes ampollas en la piel, ceguera, asfixia y vómitos. La muerte, aunque rara, puede ocurrir dentro de dos días, pero el sufrimiento puede prolongarse varias semanas.
La pintura de Sargent tiene como referencia la de Bruegel de 1568 La parábola de los ciegos, con el ciego guiando a los ciegos. También alude a la escultura de Rodin  Los burgueses de Calais.